# Іркольський сільський округ (Шиєлійський район)
Ірко́льський сільський округ (каз. Иіркөл ауылдық округі, рос. Иркольский сельский округ) — адміністративна одиниця у складі Шиєлійського району Кизилординської області Казахстану. Адміністративний центр — село імені Ібрая Жакаєва.
Населення — 3714 осіб (2021; 2488 у 2009, 2378 у 1999, 2426 у 1989).
Станом на 1989 рік існувала Іркольська сільська рада (села Жанатурмис, Жахаєва), село Кзил-Там перебувало у складі Алмалинської сільради. Пізніше село Жанатурмис утворило окремий Жанатурмиський сільський округ.

## Склад
До складу округу входять такі населені пункти:
| Населений пункт           | Колишні назви                  | Населення, осіб (1989) | Населення, осіб (1999) | Населення, осіб (2009) | Населення, осіб (2021) |
| ------------------------- | ------------------------------ | ---------------------- | ---------------------- | ---------------------- | ---------------------- |
| Жансеїт, село             | Кзил-Там, Райспецхозоб'єднання | 409                    | 400                    | 419                    | 436                    |
| імені Ібрая Жакаєва, село | Жахаєва, Кизилту               | 2017                   | 1978                   | 2069                   | 3278                   |